# Abakus (architektura)

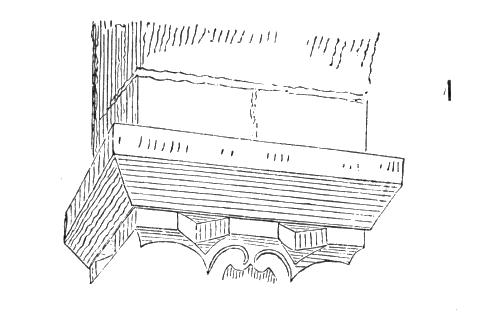
Abakus kolumny romańskiej

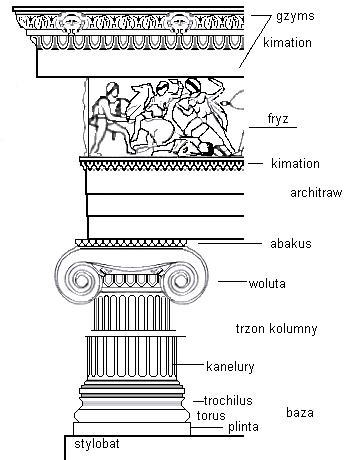
Schemat porządku jońskiego

Abakus (gr. ábaks, łac. abacus) – czworoboczna płyta będąca najwyższą częścią głowicy kolumny, pośrednicząca wraz z nią w przenoszeniu ciężaru belkowania na trzon kolumny. 
W porządku doryckim i toskańskim płytka jest kwadratowa i oparta na echinusie, w jońskim i korynckim ma kształt prostokąta o zdobionych i zaokrąglonych krawędziach. W porządku doryckim abakus w połączeniu z echinusem tworzy właściwą głowicę. Na abakusie spoczywa najniższa część belkowania, czyli architraw.